# Alberto Berasategui
Alberto Berasategui (Bilbao, Spanje, 28 juni 1973) is een Spaans voormalig proftennisser. In 1994 was hij finalist in het herenenkelspel op Roland Garros. Tijdens dat toernooi versloeg hij onder anderen Jevgeni Kafelnikov, Goran Ivanišević en Cédric Pioline. In de finale verloor hij van zijn landgenoot Sergi Bruguera.

## Palmares
| Legenda                       | Legenda               |
| ----------------------------- | --------------------- |
| Grand Slam                    |                       |
| Olympische Spelen             |                       |
| tot 2009                      | vanaf 2009            |
| Tennis Masters Cup            | ATP Finals            |
| ATP Masters Series            | ATP Tour Masters 1000 |
| ATP International Series Gold | ATP Tour 500          |
| ATP International Series      | ATP Tour 250          |

### Enkelspel
| Nr.                  | Datum            | Toernooi | Ondergrond | Tegenstander in finale | Score    | Details |
| -------------------- | ---------------- | -------- | ---------- | ---------------------- | -------- | ------- |
| Gewonnen challengers |                  |          |            |                        |          |         |
| 1.                   |                  |          |            |                        |          |         |
| 2.                   | 22 augustus 1993 | Graz     | Gravel     | Carlos Costa           | 6-4, 6-3 |         |

## Prestatietabellen
| Legenda | Legenda                          |
| ------- | -------------------------------- |
| g.t.    | geen toernooi gehouden           |
| l.c.    | lagere categorie                 |
| –       | niet deelgenomen                 |
| G       | uitgeschakeld in de groepsfase   |
| 1R      | uitgeschakeld in de eerste ronde |
| 2R      | uitgeschakeld in de tweede ronde |
| 3R      | uitgeschakeld in de derde ronde  |
| 4R      | uitgeschakeld in de vierde ronde |
| KF      | uitgeschakeld in de kwartfinale  |
| HF      | uitgeschakeld in de halve finale |
| F       | de finale verloren               |
| W       | het toernooi gewonnen            |
| w-v     | winst/verlies-balans             |

### Prestatietabel grand slam, enkelspel
| Toernooi        | 1992 | 1993 | 1994 | 1995 | 1996 | 1997 | 1998 | 1999 | 2000 |
| --------------- | ---- | ---- | ---- | ---- | ---- | ---- | ---- | ---- | ---- |
| Australian Open | –    | –    | –    | –    | –    | 3R   | KF   | 1R   | 1R   |
| Roland Garros   | 1R   | 2R   | F    | 3R   | 3R   | 1R   | 4R   | 4R   | 1R   |
| Wimbledon       | –    | –    | –    | –    | –    | –    | –    | –    | 1R   |
| US Open         | –    | 2R   | 1R   | –    | 2R   | 1R   | 1R   | –    | –    |

### Prestatietabel grand slam, dubbelspel
| Toernooi        | 1997 | 1998 | 1999 | 2000 |
| --------------- | ---- | ---- | ---- | ---- |
| Australian Open | –    | 1R   | –    | 1R   |
| Roland Garros   | –    | –    | 1R   | –    |
| Wimbledon       | –    | –    | –    | –    |
| US Open         | 3R   | –    | –    | –    |